# Ibahernando
Ibahernando és un municipi de la província de Càceres, a la comunitat autònoma d'Extremadura (Espanya). El 2023 tenia 533 habitants.